# Brämhults distrikt
Brämhults distrikt är ett distrikt i Borås kommun och Västra Götalands län. 
Distriktet ligger nordost om Borås. 

## Tidigare administrativ tillhörighet
Distriktet inrättades 2016 och utgörs av socknen Brämhult i Borås kommun
Området motsvarar den omfattning Brämhults församling hade vid årsskiftet 1999/2000.